# Mesosa mediofasciata
Mesosa mediofasciata là một loài bọ cánh cứng trong họ Cerambycidae.